# Declaración de Filadelfia
La Declaración de Filadelfia, promulgada el 10 de mayo de 1944, es la actual carta de la Organización Internacional del Trabajo (OIT). Tiene cuatro principios fundamentales sobre dignidad humana:
1. El trabajo no es mercancía.
2. La libertad de expresión y de asociación es esencial.
3. La pobreza en cualquier lugar constituye un peligro para la prosperidad en todas partes.
4. La guerra contra las carencias se debe desatar con vigor implacable.